# Benleagh
Benleagh (en irlandais : Binn Liath, littéralement « pic gris ») est un sommet des montagnes de Wicklow culminant à 689 mètres d'altitude, en Irlande.